# 티라삭 포에피마이
티라삭 포에피마이(태국어: ธีรศักดิ์ เผยพิมาย, 2002년 9월 21일~)는 태국의 축구 선수로, 포지션은 포워드. 현재 타이 리그 1의 포트 FC와 태국 축구 국가대표팀 소속으로 활동하고 있다.